# Fattiga, sorgbundna trälar
Fattiga, sorgbundna trälar är en sång från 1925 med text och musik av Kaleb Johnson.

## Publicerad i
- Frälsningsarméns sångbok 1968 som nr 25 under rubriken "Frälsning".
- Frälsningsarméns sångbok 1990 som nr 337 under rubriken "Frälsning".
- Sångboken 1998 som nr 24.